# Bulbophyllum auricomum
Bulbophyllum auricomum là một loài phong lan thuộc chi Bulbophyllum.